# سرینا روسی
سرینا روسی (ایتالیایی: Serena Rossi؛ زادهٔ ۳۱ اوت ۱۹۸۵) بازیگر، صداپیشه و خواننده اهل ایتالیا است. وی از سال ۲۰۰۳ میلادی تاکنون مشغول فعالیت بوده‌است.
از فیلم‌ها یا مجموعه‌های تلویزیونی که وی در آن‌ها نقش داشته‌است، می‌توان به من با یک پلیس ازدواج کردم و آموری و مالاویتا اشاره نمود.